# 慈善 (1878年)
《慈善》（法語：La Charité）是法国画家威廉·阿道夫·布格罗创作于1878年的一幅油画。该画曾被拍卖超过三百万美元。现私人收藏。

## 类似作品
- 慈善 (1859年)
- 母亲大地